# Lucas Veríssimo
Lucas Veríssimo da Silva (Jundiaí, 2 de julho de 1995) é um futebolista brasileiro que atua como zagueiro. Atualmente joga no Al-Wakrah, emprestado pelo Al-Duhail.

## Carreira

### Início
Lucas Veríssimo começou sua carreira na base do José Bonifácio, em 2011. No ano seguinte, assinou com o Linense, sendo promovido para o time principal em 22 de janeiro de 2013.

### Santos

#### 2015
Em 26 de março de 2015 assinou um novo contrato com o Santos, até abril de 2017. Em 28 de novembro de 2015, foi chamado pelo técnico da equipe principal Dorival Júnior para uma partida contra o Vasco da Gama pelo Campeonato Brasileiro 2015 em São Januário, já que o reserva imediato, Paulo Ricardo, estava suspenso. No entanto, permaneceu no banco durante a derrota por 1 a 0.[carece de fontes?]

#### 2016
Lucas Veríssimo foi promovido ao elenco principal do Santos em janeiro de 2016, devido às lesões de Paulo Ricardo e David Braz. Fez sua estreia como profissional do clube em 30 de janeiro de 2016, sendo titular em um empate por 1 a 1 contra o São Bernardo na Vila Belmiro no Campeonato Paulista 2016. Em 2 de março, Veríssimo renovou seu contrato com o Santos até até dezembro de 2019.
Em 8 de outubro, Veríssimo jogou na Vila Belmiro o amistoso contra o Benfica, de Portugal, que terminou em 1-1. O amistoso comemorava o centenário do estádio e marcava a despedida do lateral-esquerdo Léo, do Santos, dos gramados. Veríssimo acabou indo mal na partida, tendo cometido dois pênaltis (um deles defendido pelo terceiro goleiro do Santos, João Paulo).

#### 2017
Com Braz e Ricardo ainda lesionados, e devido à dificuldade da diretoria de encontrar zagueiros no mercado, Lucas Veríssimo continuou como titular ao lado de Gustavo Henrique durante outros jogos do Campeonato Paulista de 2017. Em 4 de maio de 2017, no jogo entre Santos e Independiente Santa Fe, pela Libertadores da América 2017, com 2 a 2 e aos 33 minutos do segundo tempo, em uma cobrança de escanteio, Veríssimo marcou e concretizou a vitória do Santos com seu primeiro gol com a camisa do clube. Em 18 de julho de 2017, renovou seu contrato com o Santos até julho de 2022.

#### 2020
Em 5 de junho de 2020, Lucas Veríssimo renovou seu contrato com o clube, até dezembro de 2024. No mesmo ano, em 11 de novembro, o jogador renovou novamente seu contrato, até junho de 2025.

### Benfica
Em 4 de janeiro de 2021, foi anunciada a venda de Lucas Veríssimo ao Benfica por € 6,5 milhões (cerca de R$ 41 milhões, na cotação da época) em três parcelas para o Santos. Lucas Veríssimo, apesar de ter assinado previamente com o Benfica, só se transferiu depois de disputar a final da Libertadores 2020, na qual o Santos perdeu para o Palmeiras por 1 a 0.
Em 18 de fevereiro, Lucas Veríssimo fez sua estreia pelo Benfica no empate em 1 a 1 contra o Arsenal, da Inglaterra, no jogo de ida da segunda rodada da Liga Europa de 2020–21 no Estádio Olímpico de Roma, na Itália (o Benfica seria eliminado da competição após perder por 3 a 2 no jogo de volta no Estádio Giorgios Karaiskakis, na Grécia). Marcou seu primeiro gol com a camisa do Benfica no dia 8 de março, na vitória por 3 a 0 no Estádio do Jamor sobre o Belenenses, válida pela 22ª rodada da Primeira Liga.
No dia 7 de novembro de 2021, em uma dividida, Lucas Veríssimo prendeu o pé direito no chão e deslocou o joelho em jogo que o Benfica goleou o Braga por 6 a 1, em duelo válido pelo Campeonato Português.
Lucas realizou apenas oito jogos na temporada 2022/2023 totaliza menos de 300 minutos jogados (239 segundo o site "O Gol", que não contabiliza acréscimos). Ele que voltou a jogar somente em 22 de outubro de 2022, participando do primeiro tempo da vitória do Benfica B por 2 a 0 sobre o B-SAD, pela Segunda Liga portuguesa.
Lucas deixou o Benfica por empréstimo ao fim da temporada, pelos Encarnados ele disputou 41 jogos (38 como titular), com cinco gols e duas assistências. De acordo com a plataforma Sofascore,  Veríssimo teve ao todo 52 desarmes, 65 interceptações e 186 bolas recuperadas, além de uma precisão de 86% nos passes.

### Corinthians
Em 26 de julho de 2023, foi anunciado pelo Corinthians com um contrato de empréstimo por um ano. Foi apresentado oficialmente no dia 28 de julho. Fez a sua estreia com a camisa do Corinthians no no dia 19 de agosto, no empate por 1-1 contra o Cruzeiro, no Estádio do Mineirão, pelo Campeonato Brasileiro 2023. Marcou seu primeiro gol com a camisa do Corinthians no dia 18 de setembro, no empate por 4-4 contra o Grêmio, na Neo Química Arena, pelo Campeonato Brasileiro 2023. Lucas Veríssimo participou de 18 jogos e deixou sua marca com um gol em sua passagem pelo Parque São Jorge.

### Al-Duhail
Em 25 de janeiro de 2024, foi anunciado pelo Al-Duhail. O time do Catar desembolsou cerca de 9 milhões de euros (R$ 48 milhões) pela transação com o Benfica.

#### Al-Wakrah (empréstimo)
Em junho de 2025, após especulações de uma volta ao Brasil, o zagueiro acertou a sua ida, por empréstimo, ao Al-Wakrah, também do Catar.

## Seleção Brasileira
Em 14 de maio de 2021, foi convocado pela primeira vez pela Seleção Brasileira para disputa das Eliminatórias da Copa do Mundo FIFA de 2022. Em setembro, ainda pelas eliminatórias, foi convocado novamente e esteve em campo nas vitórias contra o Peru e Uruguai. Em 8 de novembro, foi cortado da seleção após sofrer uma lesão grave no joelho direito e passar por cirurgia.

## Títulos
Santos[carece de fontes?]
- Campeonato Paulista: 2016

Benfica[carece de fontes?]
- Primeira Liga: 2022–23

### Prêmios individuais
- Prêmio Bola de Prata de Melhor Zagueiro: 2019[carece de fontes?]
- Troféu Mesa Redonda de Melhor Zagueiro: 2019 e 2020[carece de fontes?]
- Seleção da Copa Libertadores da América: 2020[carece de fontes?]
- Seleção ideal da América do Sul pelo jornal El País: 2020[carece de fontes?]